# Geert Vanallemeersch
Geert Vanallemeersch (Roeselare, 4 oktober 1934 – aldaar, 1 juli 2001), was een Belgisch kunstenaar met als specialiteiten tekenen en grafiek. 

## Biografie

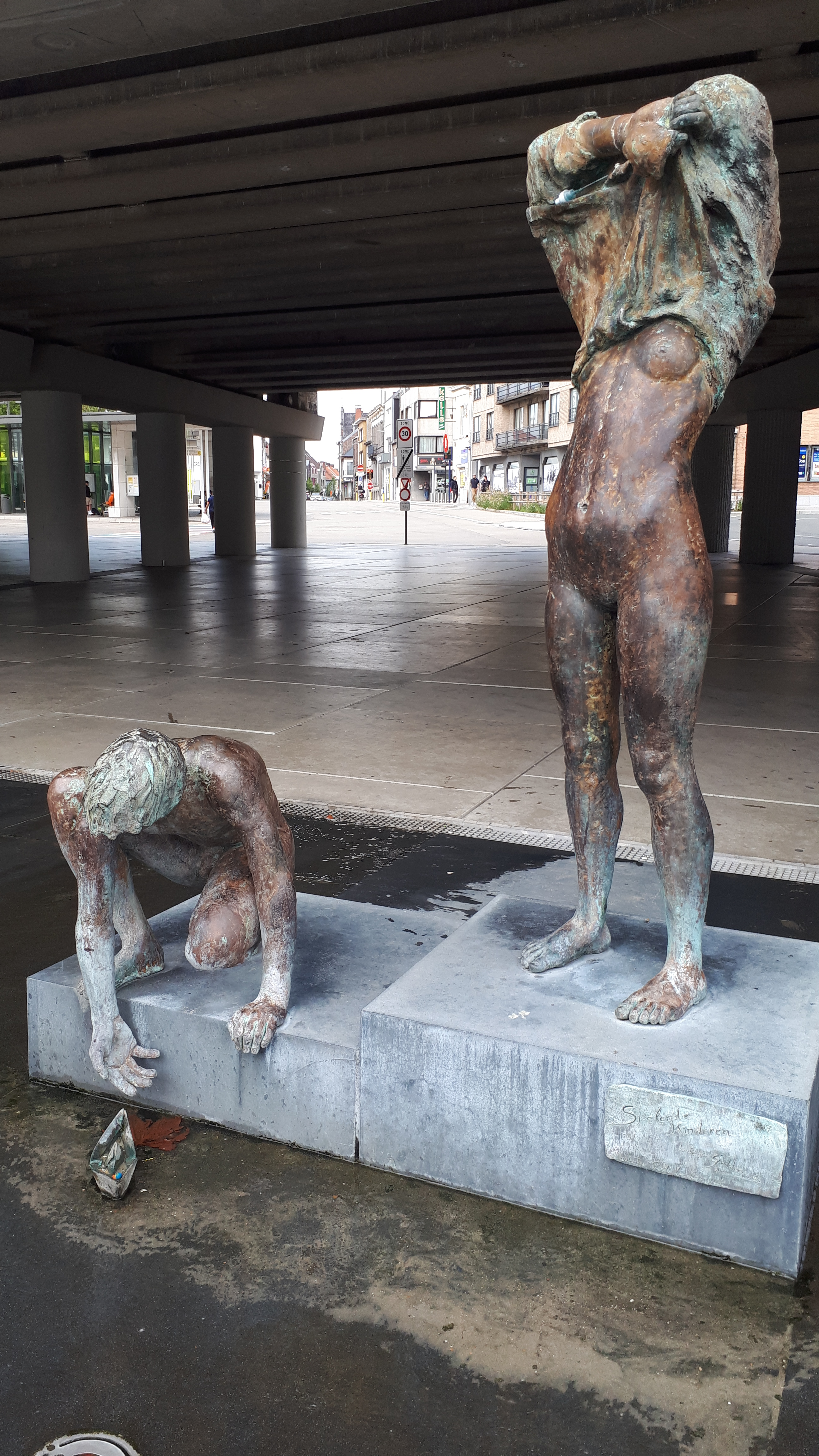
Kunstwerk Spelende Kinderen op het Stationsplein van Roeselare

Geert Jozef Arthur Vanallemeersch volgde een humanioraopleiding Latijn-Grieks aan het Klein Seminarie te Roeselare. Daarna volgde hij tal van kunstopleidingen in Gent, Brussel en Parijs. In 1969 keerde hij naar Roeselare terug en werd er leraar plastische opvoeding aan het lokale V.T.I. en de Vrije Middelbare School Roeselare. Niet alleen tekenen genoot zijn interesse, ook toneel en mime behoorden daartoe. Zijn artistieke achtergrond werd verder geïnspireerd door zijn vele reizen in onder meer Israël, Syrië en Marokko. Deze reizen en indrukken zijn in verschillende van zijn werken terug te vinden.
Het werk van Vanallemeersch is heel veelzijdig : tekeningen, schetsen, affiches, uitnodigingen, folders, cartoons, ... zowel in kleur als zwart-wit. Speelsheid en gevoeligheid waren belangrijk in al zijn werken. Hij tekende ook voor boeken, al dan niet kunstboeken. Voor zijn tekenwerk ontving hij vooral in zijn jonge jaren verschillende prijzen. Hij organiseerde verschillende tentoonstellingen. In zijn thuisstad Roeselare werkte hij in de jaren 1980 en 1990 vaak samen met beeldhouwer Isidoor Goddeeris. Vanallemeersch tekende verschillende ontwerpen voor beeldhouwwerken die door Goddeeris uitgevoerd werden. Zo zijn er onder meer drie fonteinen in de Noordstraat en de beeldengroep 'Spelende kinderen' op het Stationsplein. Verder zijn er de standbeelden voor Marie-Louise De Meester bij de Sint-Michielskerk (Roeselare) en voor Albrecht Rodenbach bij de Brouwerij Rodenbach.
Geert Vanallemeersch overleed onverwacht door een ongeval thuis in 2001. In 2006 kwam er een retrospectieve tentoonstelling met zijn werk, ondersteund door de Stichting Geert Vanallemeersch (een bundeling van de familie, de SASK (Stedelijke Academie voor Schone Kunsten) en anderen). De Stichting ontving hiervoor de Cultuurtrofee van de stad Roeselare.

## Het talent van Roeselare
Tijdens het erfgoedproject 'Het talent van Roeselare' van de stad Roeselare in 2013 werd Geert Vanallemeersch als tweede verkozen in de top 100 van 'Hét talent van Roeselare' of 'de grootste Roeselarenaars' aller tijden, dit na het echtpaar Jozef Camerlynck-Simonne Vanneste.

## Bron
- Lexicon van de West-Vlaamse kunstenaars.

- Digitale Bibliotheek voor de Nederlandse Letteren: vana017
- International Standard Name Identifier: 0000 0004 3637 9307
- Nederlandse Thesaurus van Auteursnamen: 370866886
- Virtual International Authority File: 309885241
- WorldCat: E39PBJymFF6YY8PvHPfh7Qbjmd